# يان أوكونور (صحفي رياضي)
يان أوكونور (بالإنجليزية: Ian O'Connor)‏ هو صحفي رياضي أمريكي، ولد في 1969.